# Chiese di Nocera Superiore
Le chiese di Nocera Superiore, tra strutture in uso e scomparse, ammontano a circa una trentina. Molte conservano testimonianze architettoniche e artistiche molto rilevanti.

## Strutture principali
Le chiese principali della città sono la basilica santuario di Santa Maria Materdomini ed il Battistero paleocristiano di Santa Maria Maggiore sia per il prestigio e sia per l'ubicazione.

## Basiliche
L'unica basilica presente a Nocera Superiore è la basilica santuario di Santa Maria Materdomini nell'omonima frazione.

## Conventi
La basilica di Materdomini, la  chiesa di Santa Maria degli Angeli, la cappella dell'Immacolata, la cappella dell'Addolorata e la cappella della Madonna Ausiliatrice sono caratterizzate dai rispettivi conventi. Il convento del santuario di Materdomini inizialmente ubbidiva all'ordine degli Umiliati (o Preti Bianchi), poi a quello dei  Basiliani e infine a quello dei  Francescani; il convento della chiesa di Santa Maria degli Angeli anch’esso ubbidisce all’ordine dei  Francescani; il convento della cappella dell’Immacolata di Pareti ubbidisce all’ordine delle Figlie di Maria Immacolata; quello dell’Addolorata in Portaromana alle Serve di Maria Addolorata della Venerabile Suor Maria Consiglia Addatis e quello della Madonna Ausiliatrice alle Crocifisse adoratrici dell’Eucarestia della Beata Maria della Passione. 

## Patrimonio artistico
Le chiese di Nocera Superiore custodiscono opere d'arte di gran valore. La basilica di Materdomini inizialmente custodiva affreschi medievali (XI secolo) poi sostituiti con quelli di Angelo e Francesco Solimena, presenti anche tele del Diano e di altri artisti del 1700 e dei secoli successivi. La  chiesa di Santa Maria degli Angeli ospita anch’essa affreschi e stucchi del 1700 e dei secoli successivi sia nella chiesa e sia nel chiostro.
Il Battistero anch'esso conserva un grande patrimonio artistico, da menzionare la vasca battesimale, le colonne, il Battesimo di Gesù al Giordano e i due affreschi della Madonna incoronata dagli angeli

## Chiese e cappelle

### Parrocchie
- Chiesa di Maria SS. di Costantinopoli
- Chiesa di San Michele Arcangelo (nuova), con la forma di una barca
- Chiesa di Santa Maria Maggiore
- Chiesa di San Bartolomeo Apostolo
- Chiesa di San Giovanni Battista (forse in passato era dedicata anche al culto di Santa Maria delle Grazie)
- Chiesa e convento di Santa Maria degli Angeli

### Chiese non parrocchiali
- Basilica santuario di Santa Maria Materdomini,
- Chiesa di San Michele Arcangelo (vecchia)
- Battistero Paleocristiano di Santa Maria Maggiore

### Cappelle
A Nocera Superiore sono presenti un gran numero di cappelle, per la maggior parte pertinenti a strutture palaziali private.
- Cappella di Sant’Antonio da Padova sulla SS18 (Camerelle), di proprietà della famiglia Salvi;
- Cappella di Santa Filomena di Roma inizialmente di proprietà della famiglia Angrisani venne chiusa nel 1980 e riaperta nel 2017 da parte di un avvocato del posto, ubicata nel palazzo Angrisani di Taverne;
- Sancello dell’Addolorata a Taverne, datato 1754, a pochi passi da quella di Santa Filomena;
- Cappella di Sant’Anna della famiglia Cioffi in Portaromana;
- Cappella di San Pietro ubicata nell’omonima località;
- Sancello di Nostra Signora di Lourdes, ubicato in via Pizzone;
- Cappella dell'Addolorata tra via Roma e via San Clemente della famiglia Petti;
- Cappella di Sant’Onofrio ubicata nell’omonimo villaggio su via Garibaldi, la cappella è di proprietà della famiglia Albani ed è curata da tutti gli abitanti delle case nate attorno a questo edificio;
- Cappella di Santa Maria delle Grazie ubicata in una corte dell'omonima strada in località Starza, è di proprietà di una famiglia che vive in quel cortile.
- Cappella del Rosario al cimitero.

### Strutture scomparse
- Ruderi della cappella di Santa Maria delle Grazie tra via Croce Malloni e via Indipendenza, già cappella del SS. Salvatore.
- Parte del convento del santuario di Materdomini, oggi ASL SA1.
- Parte del convento del santuario di Materdomini, distrutta durante la seconda guerra mondiale.
- Cripta del santuario di Materdomini, un tempo usata come luogo di sepolotura per i frati oggi adibita ad osteria.
- Cappella delle Suore di Maria Immacolata (vecchia)
- Convento delle Suore di Maria Immacolata (vecchio)
- Convento dei Carmelitani, Camerelle.
- Chiesa di Sant'Adiutore, Pucciano.
- Chiesa di San Prisco, Pucciano.
- Chiesa di San Fortunato, Croce Malloni.
- Chiesa di Sant'Agnello, Camerelle.
- Chiesa di San Marcello, Pareti.
- Chiesa di Santa Maria a Torre, Grotti.
- Cappella di San Pietro, Pareti - zona Nazionale.
- Chiesa di San Pietro, San Pietro.
- Chiesa di San Vito, San Pietro.
- Abbazia di Sant'Elia, Pucciano.